# Japán országgyűlés

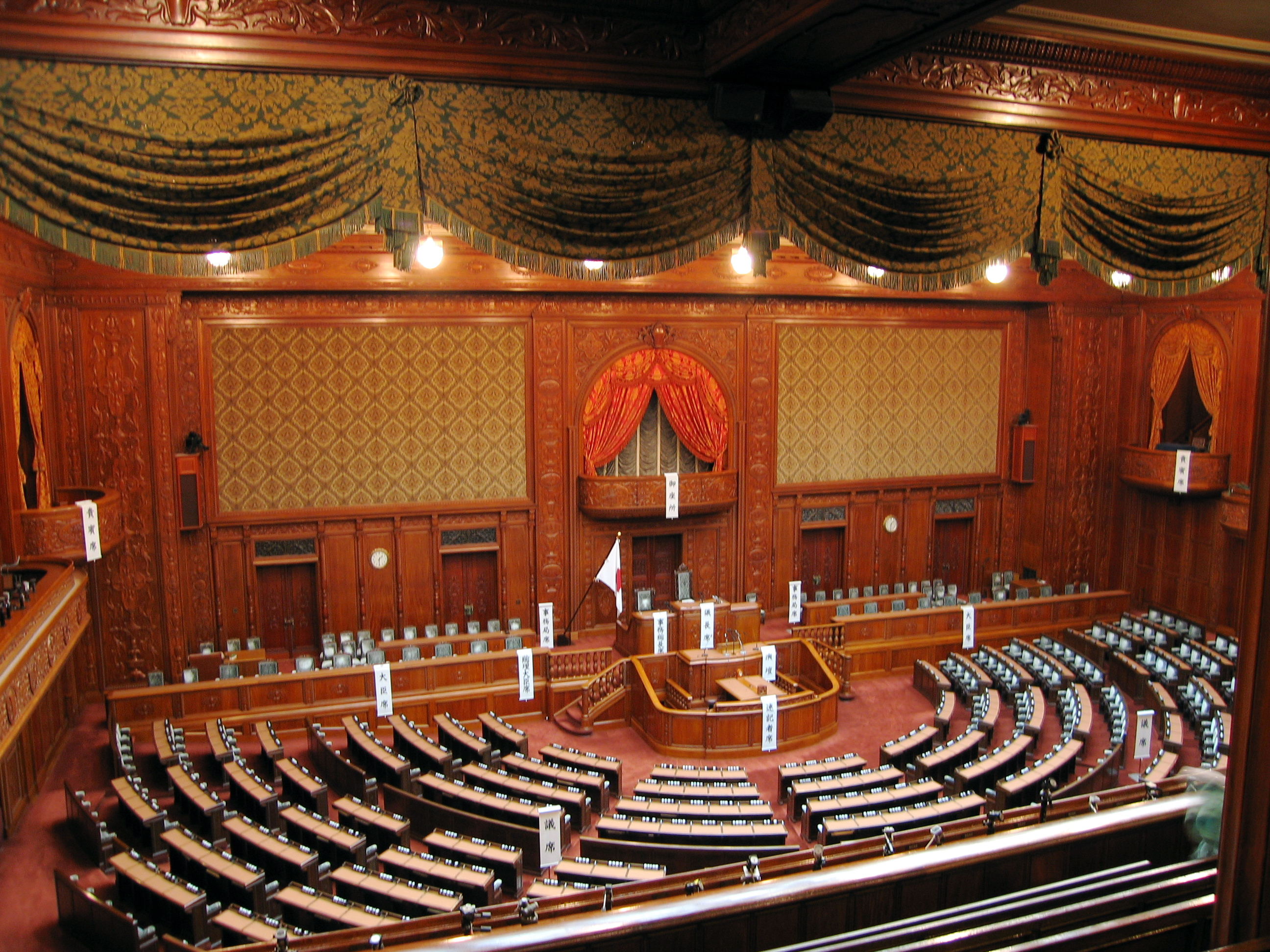
A japán országgyűlés képviselőházának (alsóház) ülésterme

A japán országgyűlés (国会; Hepburn: Kokkai) a japán politikai rendszer törvényhozó ága, az alkotmány értelmében az államhatalom legfőbb szerve, az ország kétkamarás parlamentje. Képviselőházból (alsóház) és a Tanácsosok Házából (felsőház) áll. Törvényhozó szerepe mellett az országgyűlés felelős a végrehajtó ág fejének, Japán miniszterelnökének megválasztásáért. Első alkalommal 1889-ben hívták össze. Jelenlegi formáját a második világháborút követően, az 1947-ben elfogadott új alkotmánynak köszönhetően nyerte el. A parlament épülete Tokió központjában áll.

## Választások
Az országgyűlés két házának képviselőit a magyarhoz hasonló választási rendszerben választják meg. A mandátumokat két csoportba osztják, a két ház közötti fő különbség ezen csoportok nagysága. Minden huszadik életévét betöltött japán állampolgár szavazhat, a választásokon két voksot ad le: egyet az egyéni választókerületében induló jelöltekre, egyet pedig kerületi pártlistára.
A Képviselőház 480 mandátumából 300 sorsa egyéni választókerületekben dől el, ahol a legtöbb szavazatot szerzett jelölt nyer (nem szükséges elérni abszolút többséget). A maradék 180 mandátumot a pártlistákra leadott szavazatok alapján arányosan osztják szét a pártok között. A Tanácsosok Háza 242 képviselőjéből 146 többmandátumos választókerületből (a felsőházi választásokon ezen választókerületek megegyeznek a prefektúrákkal), 96 pedig országos listáról arányos képviseleti rendszer alapján kerül be.
Az alkotmány nem határozza meg az országgyűlés képviselőinek számát, a jelöltség feltételeit és a választás módját, ezeket törvény által szabályozhatónak mondja ki.

## Jogkör
Az alkotmány 41. bekezdése alapján az országgyűlés az államhatalom legfőbb szerve, az egyetlen törvényhozó testület (ellentétben a korábbi Meidzsi-féle alkotmánnyal, amely szerint a törvényeket a császár hozza a parlament hozzájárulásával). Hatásköre nem csak a törvényhozásra vonatkozik: felelős a költségvetés megvitatásáért, elfogadásáért, a nemzetközi szerződések megkötéséért. Javasolhat alkotmánymódosításokat, amelyet ha elfogad, a nép dönt el népszavazás útján. A miniszterelnököt az országgyűlés választja meg, ezzel a hangsúlyozva a törvényhozás magasabbrendűségét a végrehajtó hatalommal szemben (a gyakorlatban rendszerint a legtöbb mandátumot szerzett párt mindenkori elnöke a miniszterelnök). Feloszlathatja a kormányt is ha bizalmatlansági indítványt fogad el (melyet korábban 50 képviselő nyújt be). Kormányzati hivatalnokok, beleértve a miniszterelnököt és minisztereit köteles megjelenni a parlamenti vizsgálóbizottságok előtt és válaszolni minden feltett kérdésre. Felelősségre vonhat bűncselekménybe bonyolódott bírókat is.